# Úrodný půlměsíc

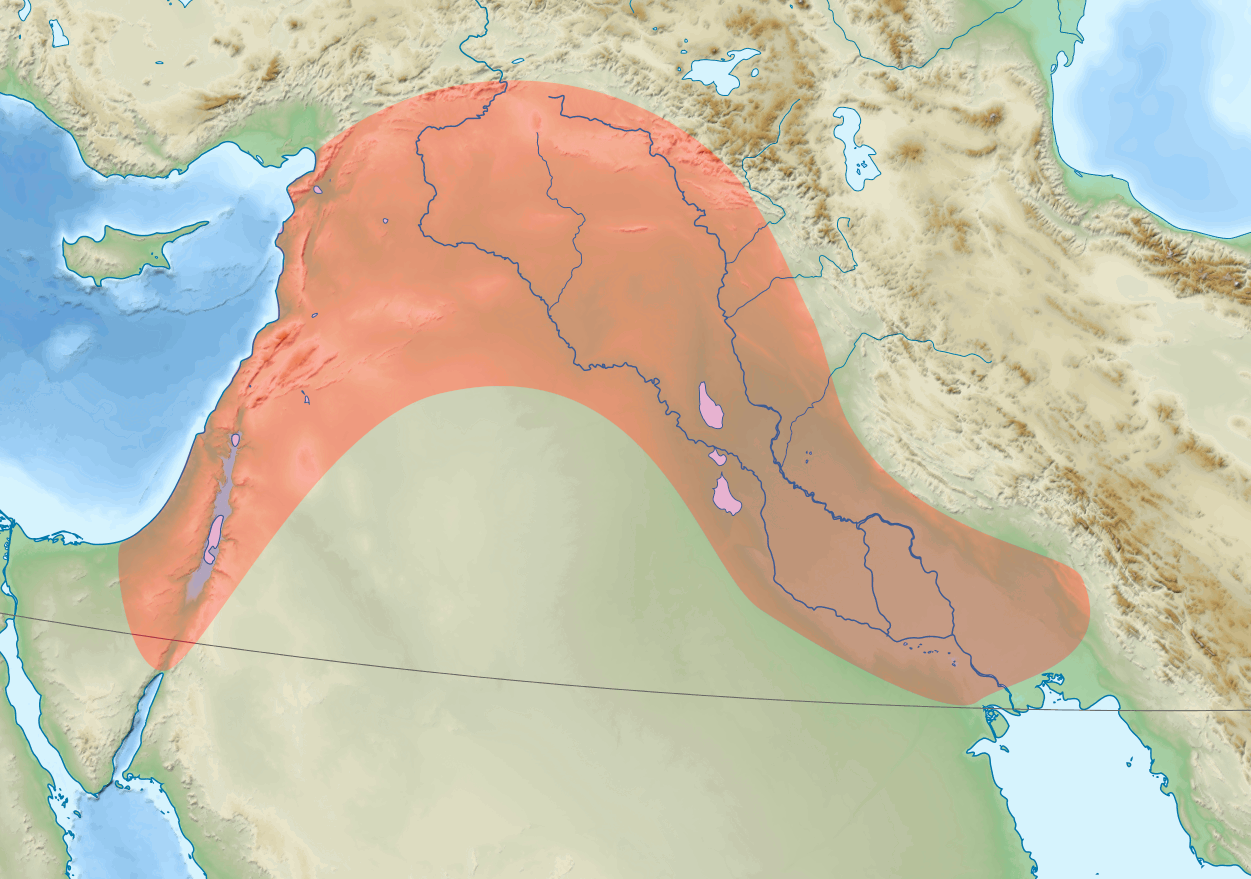
Mapa Úrodného půlměsíce

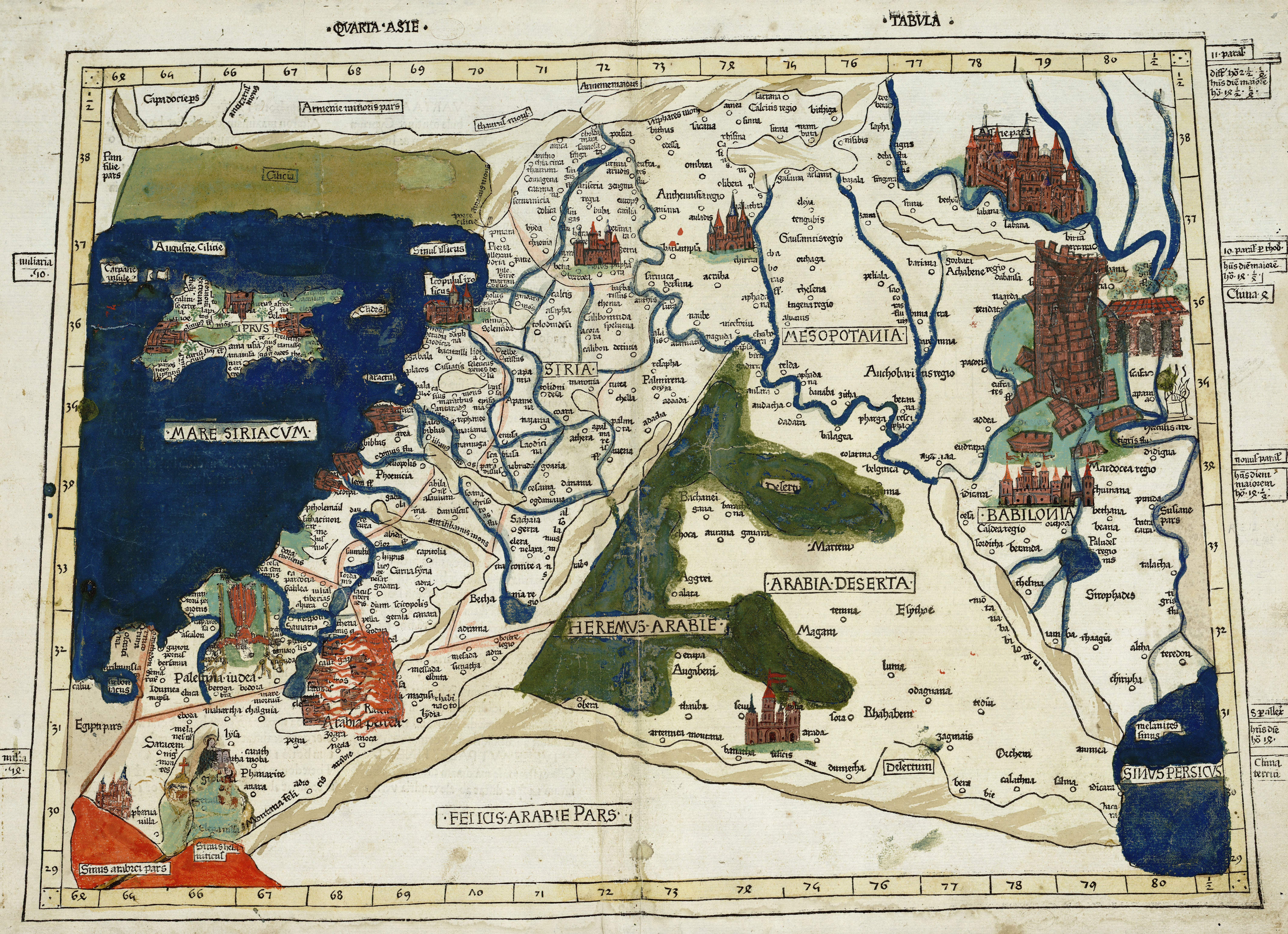
Kopie čtvrté asijské mapy Ptolemaia z 15. století, vyobrazující oblast známou jako Úrodný půlměsíc

Úrodný půlměsíc (arabsky: الهلال الخصيب; někdy také zelený půlměsíc) je oblast ve tvaru půlměsíce na Blízkém východě, která zahrnuje dnešní Irák, Izrael, Jordánsko, Libanon, Palestinu a Sýrii, spolu se severním Kuvajtem, jihovýchodním Tureckem a západním Íránem. Někteří autoři zahrnují také Kypr a severní Egypt.
Úrodný půlměsíc je považován za první oblast, kde vzniklo usedlé zemědělství, když lidé začali odstraňovat a upravovat přirozenou vegetaci, aby mohli pěstovat nově domestikované rostliny jako plodiny. Díky tomu zde vzkvétaly rané lidské civilizace, například Sumer v Mezopotámii. Mezi technologické pokroky v této oblasti patří rozvoj zemědělství a zavlažování, vznik písma, kola a skla – většina těchto vynálezů se poprvé objevila právě v Mezopotámii.
Je to místo, kde před tisíci lety byly vhodné podmínky pro zrození civilizace. Byla to oblast velmi vhodná pro zemědělství (neolitická revoluce).
Jeho území sahá od afrického Nilu na západě, přes Kypr, přes Mezopotámskou nížinu a dále podél řek Eufratu a Tigridu na jihovýchod k Perskému zálivu, až po úpatí Íránské vysočiny.
K tomuto území se vztahuje mnoho řeckých bájí a pověstí.

## Terminologie

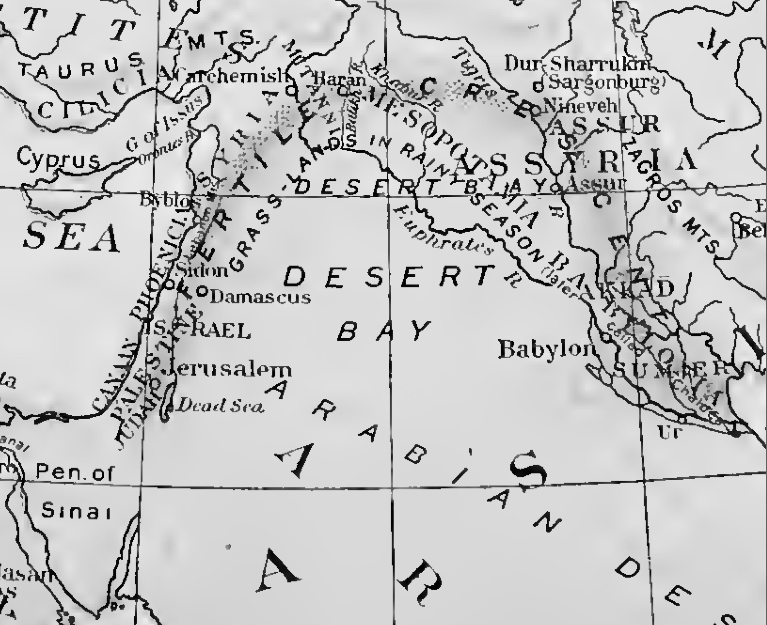
Mapa Úrodného půlměsíce z roku 1916 od Jamese H. Breasteda, který popularizoval používání tohoto termínu

Termín „Úrodný půlměsíc“ popularizoval archeolog James Henry Breasted ve svých knihách Outlines of European History (1914) a Ancient Times, A History of the Early World (1916). Napsal:
Leží jako armáda čelící na jih, s jedním křídlem táhnoucím se podél východního pobřeží Středozemního moře a druhým sahajícím k Perskému zálivu, zatímco střed má záda opřená o severní hory. Konec západního křídla tvoří Palestina, velkou část středu zabírá Asýrie a východní křídlo končí v Babylonii. [...] Tento velký půlkruh, kterému chybí název, můžeme nazvat Úrodným půlměsícem.
Pro tuto oblast ve starověku neexistoval jednotný název. V době, kdy Breasted psal, se přibližně shodovala s územími Osmanské říše, která byla postoupena Británii a Francii Sykes-Picotovou dohodou. Historik Thomas Scheffler poznamenal, že Breasted navazoval na trend v západní geografii, kdy se „klasická geografická rozdělení mezi kontinenty, zeměmi a krajinami nahrazovala velkými abstraktními prostory“. V tom lze najít paralely s prací Halforda Mackindera, který konceptualizoval Eurasii jako „stěžejní oblast“ obklopenou „vnitřním půlměsícem“, s termínem Střední východ Alfreda Thayera Mahana a s konceptem Mitteleuropa Friedricha Naumanna.
V současném pojetí zahrnuje Úrodný půlměsíc Izrael, Palestinu, Irák, Sýrii, Libanon, Egypt a Jordánsko, stejně jako přilehlé oblasti Turecka a Íránu. Kromě řek Tigris a Eufrat patří mezi jeho vodní zdroje také řeka Jordán. Hranice regionu jsou vymezeny suchým podnebím Syrské pouště na jihu, Saharou na západě, Anatolskou a Arménskou vysočinou na severu a Íránskou vysočinou na východě.

## Biodiverzita a klima
Ačkoli byly řeky a mokřady zásadní pro vznik civilizace v Úrodném půlměsíci, nebyly jediným faktorem. Tato oblast je geograficky důležitá jako „most“ mezi severní Afrikou a Eurasií, což jí umožnilo udržet si větší biodiverzitu než Evropa nebo severní Afrika, kde klimatické změny během doby ledové vedly k opakovaným vymíráním, když byly ekosystémy vytlačovány proti vodám Středozemního moře. Teorie saharské pumpy předpokládá, že tento blízkovýchodní pevninský most byl nesmírně důležitý pro současné rozšíření starosvětské flóry a fauny, včetně šíření lidstva.
Oblast leží na rozhraní tektonických desek, kde se rozestupují africká a arabská deska a zároveň dochází ke konvergenci arabské a eurasijské desky. To vytvořilo velmi rozmanitou krajinu s vysokými horami pokrytými sněhem.
Úrodný půlměsíc měl různorodé klima a zásadní klimatické změny podporovaly vývoj jednoletých rostlin typu „r“, které produkují více jedlých semen než víceleté rostliny typu „K“. Dramatická rozmanitost nadmořských výšek v této oblasti vedla k existenci mnoha druhů jedlých rostlin, které byly vhodné pro rané pokusy s kultivací. Nejvýznamnější je, že Úrodný půlměsíc byl domovem osmi neolitických plodin důležitých pro rané zemědělství (tj. divoké předchůdce pšenice dvouzrnné, jednozrnky, ječmene, lnu, cizrny, hrachu, čočky a vikve čočkovité) a čtyř z pěti nejdůležitějších druhů domestikovaných zvířat—krav, koz, ovcí a prasat; pátý druh, kůň, žil v blízkosti člověka.
Flóra Úrodného půlměsíce zahrnuje vysoké procento rostlin, které se mohou opylovat samy, ale mohou být opylovány i křížově. Tyto rostliny, nazývané „samoopylovače“, představovaly jednu z geografických výhod oblasti, protože nebyly závislé na jiných rostlinách pro rozmnožování.

## Kosmopolitní difúze

Maunsellova mapa – předválečná britská etnografická mapa oblasti Úrodného půlměsíce

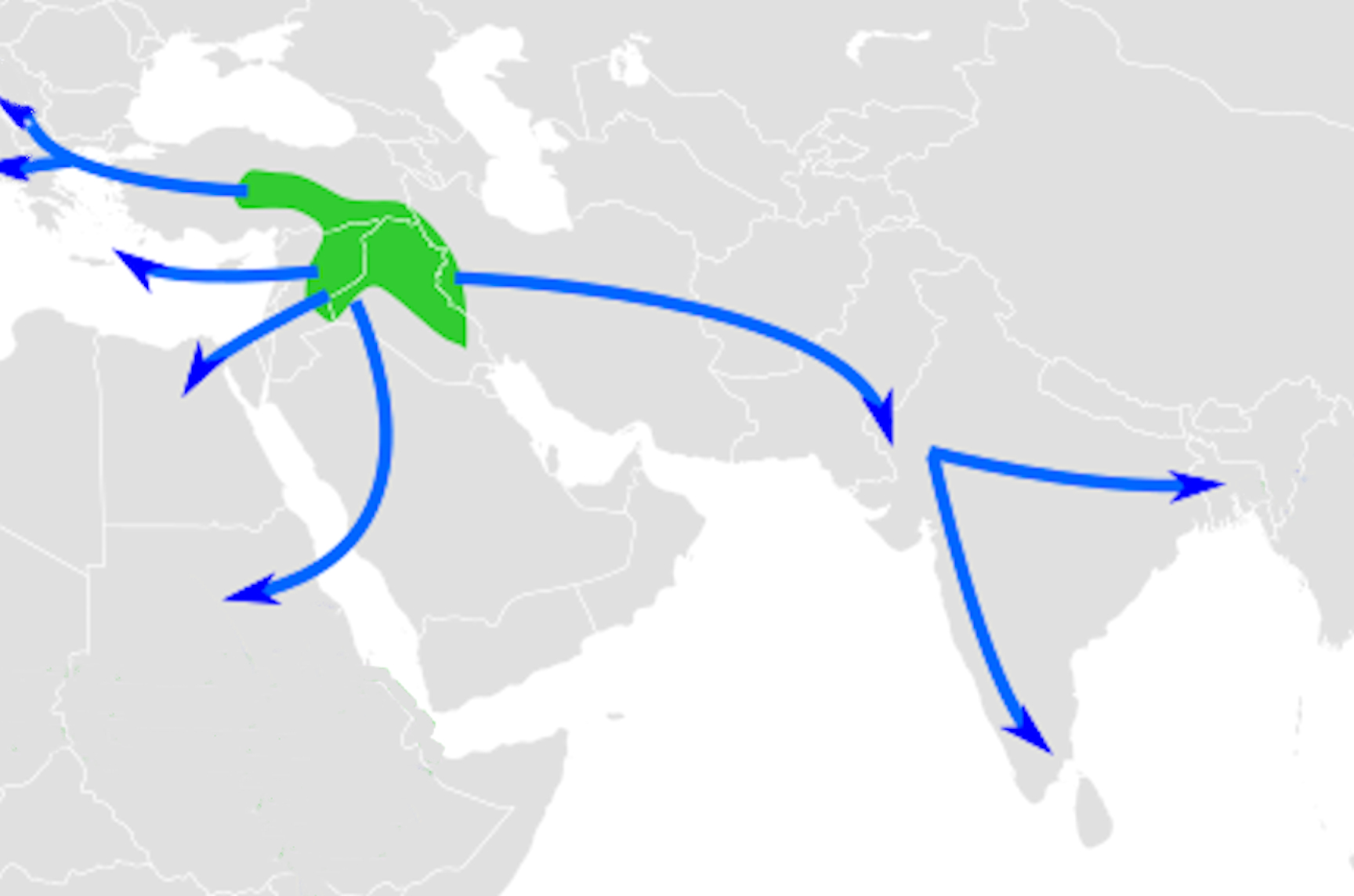
Šíření zemědělství z Úrodného půlměsíce po roce 9000 př. n. l.

Moderní analýzy srovnávající 24 kraniofaciálních měření odhalují v Úrodném půlměsíci relativně rozmanitou populaci v období před neolitem, v neolitu a v době bronzové. To podporuje názor, že tuto oblast v těchto obdobích obývalo několik různých populací. Podobné závěry však neplatí pro Basky a obyvatele Kanárských ostrovů z téže doby, neboť studie ukazují, že tito dávní lidé byli „jasně spojeni s moderními Evropany“. Studie také nepotvrzují žádný vliv kromaňonců, čímž vyvracejí dřívější hypotézy.
Výzkumy navíc naznačují, že se tato rozmanitá populace šířila z Úrodného půlměsíce dále – ranní migranti se stěhovali z Blízkého východu na západ do Evropy a severní Afriky, na sever na Krym a na severovýchod do Mongolska. Při tom s sebou přinášeli své zemědělské praktiky a postupně se mísili s lovci a sběrači, na které cestou narazili, přičemž nadále rozvíjeli zemědělství. To potvrzují i předchozí genetické a archeologické studie, které dospěly ke stejnému závěru.
Díky tomu místní populace postupně přejímaly zemědělský způsob života příchozích migrantů. To odporuje dřívější hypotéze, že se zemědělství šířilo pouze sdílením znalostí. Převládající důkazy nyní podporují teorii, že šíření zemědělství bylo důsledkem skutečné migrace z regionu, doprovázené následným mísením s původními obyvateli, s nimiž se migranti setkali.
Studie také ukazují, že ne všichni dnešní Evropané mají silné genetické vazby na obyvatelstvo Úrodného půlměsíce v době neolitické a bronzové; nejbližší genetickou příbuznost s tímto regionem mají Jihoevropané. Stejná studie také potvrzuje, že všichni dnešní Evropané jsou si geneticky blízce příbuzní.